# Vöröshátú rozsdafarkú
A vöröshátú rozsdafarkú vagy  létrafarkú rozsdafarkú (Phoenicurus erythronotus) a madarak osztályának verébalakúak (Passeriformes) rendjéhez és a  légykapófélék (Muscicapidae) családjához tartozó faj.

## Rendszerezése
A fajt Eduard Friedrich Eversmann német biológus írta le 1841-ben, a Sylvia nembe Sylvia Erythronota néven.

## Előfordulása
Ázsiában, Afganisztán, Bhután, Egyesült Arab Emírségek, Kína, India, Irán, Irak, Izrael, Kazahsztán, Kuvait, Kirgizisztán, Mongólia, Nepál, Omán, Pakisztán, Katar, Oroszország, Szaúd-Arábia, Tádzsikisztán, Törökország, Türkmenisztán és Üzbegisztán területén honos.
Természetes élőhelye mérsékelt égövi erdők és cserjések, valamint szántóföldek, legelők és vidéki kertek. Vonuló faj.

## Megjelenése
Testhossza 15–16 centiméter, testtömege  15–22 gramm.
|  |

## Életmódja
Rovarokkal táplálkozik.

## Természetvédelmi helyzete
Az elterjedési területe rendkívül nagy, egyedszáma pedig stabil. A Természetvédelmi Világszövetség Vörös listáján nem fenyegetett fajként szerepel.